# جری موس
جری موس (انگلیسی: Jerry Moss؛ زادهٔ ۸ مهٔ ۱۹۳۵) یک کارآفرین اهل ایالات متحده آمریکا است.